# La montaña rebelde
La montaña rebelde es una película española del año 1971, basada en la novela homónima de Juan Antonio Cabezas, dirigida por Ramón Torrado y protagonizada en los papeles principales por María Mahor y Tamy Saad. Producida por Leda Films Productions S.L. - Juan Jurado Alcaide.

## Sinopsis - Argumento
Después de completar sus estudios universitarios, Abel Garrido (Tamy Saad), regresa a su pequeño pueblo, en las montañas de Asturias (tierra de vaqueiros), como médico para quedarse allí a vivir y ejercer la medicina. Allí conoce a Mingo (Gonzalo Cañas) y a su novia Rita (María Elena Arpón), hija del molinero, con quienes entabla una buena amistad. Además, la maestra del pueblo (María Mahor) se muestra interesada Abel. Con el estallido de la Guerra Civil y el desarrollo de los hechos, todo cambia: Abel tiene que ir a combatir al frente y termina enfrentándose con Mingo.

## Libro
El guion de la película es una adaptación de la novela escrita por Juan Antonio Cabezas, titulada igualmente La montaña rebelde, y publicada en su 1ª edición en 1960 por Espasa-Calpe (Madrid). Un libro que refleja folklor asturiano, que ganó en 1959 el Premio Gabriel Miró del Ayuntamiento de Alicante.  

## Reparto
- María Mahor, como Macrina
- Tamy Saad, como Abel
- Gonzalo Cañas, como Mingo
- Tomás Blanco como Don Alejandro
- María Elena Arpón, como Rita
- Porfiria Sanchíz, como Ramona
- Mari Paz Molinero, como Elvira
- Ángel Álvarez, como Don Fabián
- Francisco Nieto, como Capitán miliciano
- Xan das Bolas, como Ermitaño
- Rafael Hernández, como miliciano
- José Suárez, como Damasio
- Ramón Lillo
- Rufino Inglés
- Rafael Vaquero
- María Espigal

## Localizaciones
Rodada en las montañas de Asturias, en el concejo de Somiedo. Muestra paisajes naturales y diferentes escenarios de la vida rural de la época; así como unas pinceladas del mundo vaqueiro de alzada y otros apuntes folklóricos.

## Recepción
La película se estrenó el 31 de mayo de 1971, fue vista por 257.053 espectadores y obtuvo una recaudación equivalente a 40.386,43€, según el Catálogo ICAA del Ministerio de Cultura